# Dominik Gojski
Dominik Gojski herbu Doliwa – wojski mniejszy liwski w 1789 roku, skarbnik liwski w 1780 roku, komornik ziemski liwski w 1773 roku, burgrabia liwski w 1767 roku.
Elektor Stanisława Augusta Poniatowskiego z ziemi liwskiej w 1764 roku, poseł liwski na sejm elekcyjny 1764 roku.